# Se io fossi... Sherlock Holmes
Se io fossi... Sherlock Holmes è stato un programma televisivo a premi andato in onda prima su Rai 2 (1994–1995), e poi su Telemontecarlo (1996–1997) creato e condotto da Jocelyn Hattab.
La trasmissione nacque da un fatto realmente accaduto. Pare, infatti, che Jocelyn a New York, su un taxi, trovò un portafogli dimenticato dal precedente passeggero. Pensando di restituirlo al proprietario, cominciò una vera e propria indagine. Non vi erano documenti, ma molti soldi e tesserini, fra cui una tessera sanitaria. Attraverso tali indizi riuscì a trovare il proprietario. La prima puntata andò in onda il 4 luglio 1994 con il concorrente Renato Di Prima di Palermo che vinse.

## Il programma
In ogni puntata di questo gioco "sui generis" si svolgeva una piccola inchiesta: un concorrente si trasformava in detective e doveva trovare il proprietario di un oggetto smarrito. Jocelyn sosteneva che da un oggetto comune, come una valigia, un'agenda, una giacca, si può sapere quasi tutto del suo proprietario: età, sesso, che lavoro fa, se è sposato e altro, fino a rintracciare, grazie all'intuito, il proprietario dell'oggetto smarrito, che è poi in qualche modo il protagonista della puntata. Unico aiuto per il concorrente era il telefono con relativi elenchi telefonici di tutta Italia. Un cronometro, alla fine dei venti minuti, faceva scattare la fine del gioco e chi vinceva portava a casa tre milioni di lire in gettoni d'oro. In una scenografia molto “british”, con un elegante Jocelyn, c'era il suo gatto siamese Yoo e un solerte maggiordomo.
L'ambientazione consisteva unicamente in una camera d'albergo, ove il concorrente inizialmente veniva condotto bendato, e dove doveva riuscire a far giungere il proprietario dell'oggetto entro i 20 minuti. Il gioco veniva considerato vinto anche se il concorrente è riuscito a identificare e rintracciare il proprietario.
Tornato a Telemontecarlo, Jocelyn (essendo ideatore e proprietario del format della trasmissione, a differenza della consuetudine Rai di trattenerne i diritti) ne condusse una nuova edizione.